# Эонотема
Эонотема (от др.-греч. αἰών — «век, эпоха») — крупнейшая единица общей международной стратиграфической шкалы; отложения, образовавшиеся в течение эона.
Каждая эонотема отражает крупнейший и принципиально отличный от смежного этап геологического развития Земли (глубинного строения, литосферы, гидросферы, атмосферы и т. п.) и органического мира — биосферы.
Выделяются фанерозойская эонотема, объединяющая палеозойскую, мезозойскую и кайнозойскую эратемы, протерозойская, архейская и катархейская эонотемы.